# Elijah Williams
Elijah Williams (Bristol, 7 ottobre 1809 – Londra, 8 settembre 1854) è stato uno scacchista britannico.
Di professione farmacista, divenne noto come il più forte giocatore di Bristol, dove divenne il primo presidente del Clifton and Bristol Chess Club. Si trasferì poi a Londra, diventando uno dei più assidui frequentatori del club londinese Simpson's Divan. 
Partecipò al torneo di Londra 1851, il primo torneo internazionale della storia. Al primo turno sconfisse per 2-0 uno dei favoriti, Johann Löwenthal e al secondo vinse 4-0 contro Mucklow. Nella semifinale perse 3-4 contro Marmaduke Wyvill. Nel match per il terzo posto (il torneo fu vinto da Adolf Anderssen) sconfisse sorprendentemente per 4-3 Howard Staunton, che era stato suo maestro. 
Staunton dopo il torneo volle giocare una rivincita con Williams. Non erano previsti limiti di tempo e Staunton, lamentando l'eccessiva lentezza del suo avversario, abbandonò il match sul punteggio di +2 –6 =3 a suo sfavore. Williams era in effetti famoso per essere un giocatore molto lento, ma è noto che Staunton rivolse la stessa accusa anche ad altri giocatori.
Disputò altri match: nel 1846 vinse con Alexander Kennedy (+4 -2 =0); nel 1851 perse con  Johann Löwenthal (+5 –7 =4); nel 1852 vinse con Bernhard Horwitz (+5 –3 =9). 
Scrisse la rubrica di scacchi della Bath and Cheltenham Gazette e fu redattore della rivista di scacchi The Field. Nel 1852 pubblicò Horae Divanianae, una raccolta di 150 partite giocate al circolo Divan. 
Prende il suo nome una variante della difesa Nimzowitsch:
1. e4 Cc6 2. Cf3 d6, 
con la continuazione più comune 3.d4 Cf4 4.Cc3 Ag4. Questa variante è stata impiegata diverse volte dal GM inglese Anthony Miles. 